# Stephen Elliott (football)
Pour les articles homonymes, voir Stephen Elliott et Elliott.
Stephen Elliott (né le 6 janvier 1984 à Dublin) est un ancien footballeur irlandais évoluant au poste d'avant-centre. devenu entraîneur.

## Biographie
Le 7 août 2014 il rejoint Carlisle United.

## Palmarès
Sunderland
- League Championship
  - Champion (2) : 2005, 2007